# NGC 6379
NGC 6379 é uma galáxia espiral (Sc) localizada na direcção da constelação de Hercules. Possui uma declinação de +16° 17' 19" e uma ascensão recta de 17 horas, 30 minutos e 35,0 segundos.
A galáxia NGC 6379 foi descoberta em 15 de Maio de 1864 por Albert Marth.